# Réserve naturelle de Yancheng
La réserve naturelle de Yancheng est une réserve naturelle située en Chine, dans la province du Jiangsu. 

## Reconnaissance internationale
La réserve est reconnue réserve de biosphère par l'Unesco depuis 1993 et site Ramsar depuis le 11 janvier 2002.